# Stenocactus
Stenocactus é um gênero botânico da família cactaceae.

## Sinonímia
- Echinofossulocactus Britton & Rose
- Efossus Orcutt

## Espécies
- Stenocactus crispatus
- Stenocactus pentacanthus
- Stenocactus vaupelianus
- etc.